# テイマー・サイモン・ホフス
テイマー・サイモン・ホフス（Tamar Simon Hoffs、1934年10月23日 - ）は、アメリカ合衆国の映画監督。

## 作品
- 恋はオールナイトで